# 圣莫尔 (谢尔省)
圣莫尔（法語：Saint-Maur，法語發音：[sɛ̃ mɔʁ] ⓘ）是法国谢尔省的一个市镇，位于该省南部，属于圣阿芒蒙龙区。

## 地理
圣莫尔（46°34'48"N, 2°17'55"E）面积25.62 平方千米，位于法国中央-卢瓦尔河谷大区谢尔省，该省份为法国中部省份，北起卢瓦雷省，西接卢瓦-谢尔省和安德尔省，南至克勒兹省，东南接阿列省，东临涅夫勒省。
与圣莫尔接壤的市镇（或旧市镇、城区）包括：沙托梅扬、勒沙特莱、屈朗、雷尼、圣让夫兰、圣萨蒂南、锡迪亚耶。

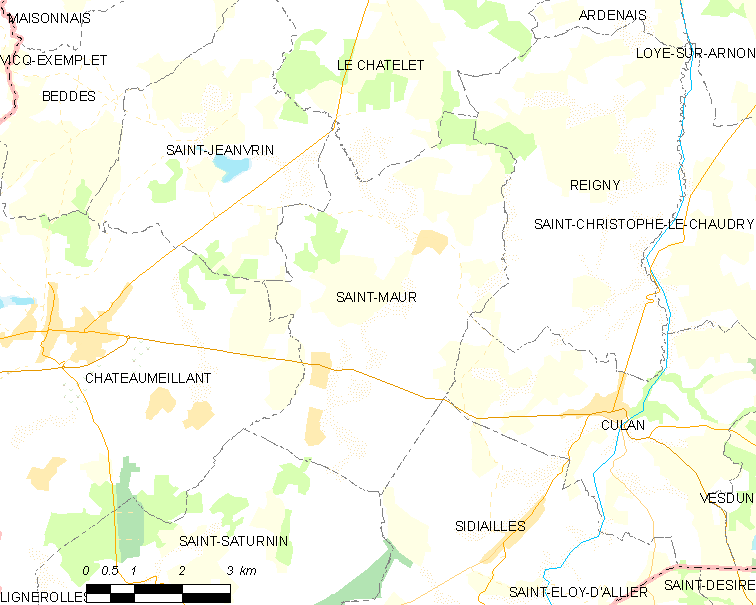
的OSM定位图

圣莫尔的时区为UTC+01:00、UTC+02:00（夏令时）。

## 行政
圣莫尔的邮政编码为18270，INSEE市镇编码为18225。

## 政治
圣莫尔所属的省级选区为沙托梅扬县。

## 人口

1962-2008年间人口变化图示

圣莫尔于2022年1月1日时的人口数量为258人。